# Autostrady w Bułgarii
     Autostrady istniejące
     Autostrady planowane
     Drogi ekspresowe planowane

Sieć autostrad i dróg ekspresowych w Bułgarii
Autostrady istniejące
Autostrady planowane
Drogi ekspresowe planowane

Rozwój infrastruktury drogowej w Bułgarii

Autostrady i drogi ekspresowe w Bułgarii – w Bułgarii istnieje projekt budowy sześciu autostrad, z których dwie główne (A1 i A2) mają przebieg łączący Sofię z wybrzeżem czarnomorskim.
W lipcu 2013 roku otwarto ostatni odcinek autostrady A1, natomiast pozostałe nadal pozostają w budowie lub w planach.
Autostrady są płatne w formie winiet
.
Postęp budowy przedstawiony w tabeli dotyczy 25 czerwca 2016 r.
| Autostrady w Bułgarii |                |                                                      |         |            |            |           |          |
| Autostrada            | Autostrada     | Przebieg                                             | Długość | Wybudowano | Wybudowano | W budowie | Przetarg |
| A1                    | A1 Trakija     | Serbia – Sofia – Płowdiw – Stara Zagora – Burgas     | 360 km  | 360 km     | 100%       |           |          |
| A2                    | A2 Hemus       | Sofia – Botewgrad – Wielkie Tyrnowo – Szumen – Warna | 433 km  | 167,9 km   | 38,78%     |           | 0 km     |
| A3                    | A3 Struma      | Pernik – Błagojewgrad – Sandanski – Grecja           | 150 km  | 86,7 km    | 57,80%     | 36,2 km   | 4,4 km   |
| A4                    | A4 Marica      | Pyrwomaj – Chaskowo – Charmanli – Turcja             | 117 km* | 117 km     | 100%       |           |          |
| A5                    | A5 Czerno more | Warna – Obzor – Słoneczny Brzeg – Nesebyr – Burgas   | 103 km  | 10 km      | 9,71%      |           |          |
| A6                    | A6 Ljulin      | Sofia – Pernik                                       | 19 km   | 19 km      | 100%       |           |          |
| A7                    | A7 Kalotina    | Sofia – Kałotina – Serbia                            | 49 km   | 0 km       | 0%         |           |          |
| Łącznie:              | Łącznie:       | Łącznie:                                             | 1231 km | 760,6 km   | 61,79%     | 36,2 km   | 64,4 km  |

- Początkowe 2,5 km autostrady A4 ma wspólny przebieg z autostradą A1.

Rząd bułgarski ogłosił, że priorytetem na najbliższe lata jest budowa brakujących odcinków autostrady A2.